# Du hast
 (août 2014).
Si vous disposez d'ouvrages ou d'articles de référence ou si vous connaissez des sites web de qualité traitant du thème abordé ici, merci de compléter l'article en donnant les références utiles à sa vérifiabilité et en les liant à la section « Notes et références ».
Singles de Rammstein
Engel Das Modell
Du hast (« Tu as » en allemand, mais homophone avec « Du hasst », « Tu hais ») est une chanson du groupe allemand Rammstein tirée de l'album Sehnsucht de 1997.
Cette chanson est présente sur la liste des titres de Guitar Hero 5 et sur celle de Rock Band 3, ainsi que dans le film How High et sur la bande originale du film Matrix.

## Signification de la chanson
Cette chanson est une parodie de cérémonie de mariage. Il y a d'abord les réflexions intérieures de l'homme à qui l'on pose la grande question. On peut voir que son introspection est laborieuse, les paroles saccadés, la phrase, pourtant courte, étant hachée mot à mot. Puis arrive une partie plus mélodieuse et chantée (le refrain) dans laquelle on entend la question, avec un double sens certain, puis la réponse pleine d'espoir d'une voix féminine qui est brutalement coupée par la réponse sèche et catégorique de l'homme.

## Listes des pistes du single
1. Du hast (Version du single) - 3:54
2. Bück Dich (Version de l'album) - 3:21
3. Du hast (Jacob Hellner Remix) 6:44
4. Du hast (Clawfinger Remix) 5:23

## Clip
Dans le clip de Du hast, on peut voir un couple se dire au revoir dans une voiture, le mari (Christoph Schneider) entre dans une sorte de hangar en pleine campagne où se trouvent les autres membres du groupe, équipés de sortes de masque mortuaires leur couvrant tout le visage sauf la bouche. Ils saluent Schneider et l'incitent à ne pas retourner voir sa femme. Les six membres (dont les cinq en dehors de Schneider ont enlevé leurs masques) sortent ensemble du bâtiment, Christoph regarde sa femme, et la voiture, en arrière-plan, explose.

## Performances scéniques
- Dans le DVD Live aus Berlin, lors du moment calme de la chanson, Till Lindemann chante, en réponse au public qui entamait les premières paroles, dans le combiné d'un téléphone, puis le lance dans les airs. Celui-ci explose quand il atteint le niveau du grill (support où sont fixés les lumières entre autres), libérant paillettes et confettis.

- Lors du Reise Reise Tour, ainsi que dans les Liebe Ist Für Alle Da Tour et Made in Germany Tour, Till utilise une arbalète qu'il a pris soin de charger de feux d'artifice. En même temps, d'autres feux vont partir exploser en direction du fond de la fosse pour en faire partir d'autres encore qui reviendront exploser sur scène libérer paillettes et confettis sur l'avant scène.

- Lors du Made in Germany Tour, lors du refrain de la chanson (Ja... Nein !), une dizaine de flammes, hautes de plusieurs mètres, surgissent de l'avant scène (Ja...) puis du haut de la scène (grill) (Nein !).